# The White Cliffs of Dover
 The White Cliffs of Dover és una pel·lícula estatunidenca dirigida per Clarence Brown, estrenada el 1944. El guió s'inspira en el poema patriòtic d'Alice Duer Miller The White Cliffs (1940).

## Argument
Una jove estatunidenca, Susan Dun, viatja a Anglaterra i s'enamora d'un aristòcrata, John Ashwood. Es casen però la seva lluna de mel és interrompuda per la mobilització general de la Primera Guerra Mundial. Ashwood és enviat a França, i no pot tornar a veure la seva dona fins a un permís i es mor poc abans del final de la guerra. En l'interval, Susan ha donat a llum un fill que puja amb la seva sogra. Una de les escenes de la pel·lícula, que dura a penes 30 segons, mostra adolescents alemanys que han vingut en el marc d'un intercanvi escolar a visitar la propietat dels Ashwood. En la seva conversa, deixen escapar una observació sobre l'oportunitat d'utilitzar la gespa del parc per fer aterrar planejadores: així, el guió dona a entendre que aquests joves estan implicats en una prospectiva nazi d'invasió d'Anglaterra.

## Repartiment
- Irene Dunne: Susan Dunn Ashwood
- Alan Marshal: Sir John Ashwood
- Roddy Mcdowall: John Ashwood de nen
- Frank Morgan: Hiram Porter Dunn
- Van Johnson: Sam Bennett
- C. Aubrey Smith: Coronel Walter Forsythe
- Dame May Whitty: Nanny
- Gladys Cooper: Lady Jean Ashwood
- Peter Lawford: John Ashwood de jove
- John Warburton: Reggie Ashwood
- Jill Esmond: Rosamund la dona de Reggie
- Brenda Forbes: Gwennie
- Norma Varden: Sra. Bland
- Elizabeth Taylor: Betsy Kenney als 10 anys

I, entre els actors que no surten als crèdits :
- Tom Drake: Un soldat estatunidenc moribund
- Arthur Shields: Benson
- Miles Mander: El major Loring
- Doris Lloyd: Una senyora a la pensió
- Lumsden Hare: El vicari

## Premis
Aquesta pel·lícula va ser nominada per a l'Oscar a la millor pel·lícula en blanc i negre.